# Économie du sport
 (novembre 2020).
L’économie du sport est une branche de l’économie qui étudie l’incidence du sport, amateur et professionnel, sur l’ensemble de l’économie.
Activité improductive qui a longtemps été l’apanage d’une classe oisive, le sport appartient pourtant bien aujourd’hui à la réalité économique. La performance sportive de haut niveau suppose de lourds investissements, consentis par les pouvoirs publics ou les sponsors, mais constitue aussi un spectacle payant, et surtout un support publicitaire. Elle a un impact économique dans l’économie et l’emploi régionaux, lié en particulier au bâtiment et aux travaux publics (en 1997, le marché public des installations et équipements sportifs représentait 5,7 % du PIB français et 7,2 % de l’emploi total, ce qui est considérable). De son côté, la pratique du sport en tant que loisir, en expansion depuis les années 1970, entraîne la consommation de vêtements et d’articles de sport, de services, commerciaux ou non, d’enseignement et d’animation. Ainsi, le poids économique du sport en France a été de 30,4 milliards d’euros en 2005 et de 34,9 milliards d'euros en 2009.

## La dimension économique du sport de haut niveau
La cartographie de la réussite sportive l’indique assez : la performance du sportif de haute compétition n’est pas qu’une aventure individuelle. Ainsi, l’Australie, dans la perspective des Jeux olympiques de Sydney, a investi massivement dans la préparation de ses sportifs, notamment en débauchant les entraîneurs du monde entier. Elle a spectaculairement amélioré les performances de ses athlètes. « Le sport est un creuset où s’entremêlent de la science, de la technologie, des médias, et pour tout dire, de l’argent et de la puissance économique » écrit Claude Genzling. Les sponsors tentent d’associer leur image de marque à la réussite d’un champion ou d’une équipe, ou encore à un événement. Cela ne concerne pas que les fabricants d’articles ou de vêtements de sports, de chronomètres ou d’automobiles. Ainsi les Jeux olympiques de 1996 eurent lieu à Atlanta, la ville du siège social de Coca-Cola. Le sport a en effet une bonne audience à la télévision et symbolise la compétitivité et le dynamisme de l’entreprise.
L’inflation des droits de retransmission sportive s’explique par la privatisation de chaînes de télévision dont la capacité financière est forte, mais aussi par le puissant impact des messages publicitaires pendant la retransmission des grands événements sportifs. En France, le cas de Bouygues donne l’exemple d’une redoutable concentration verticale : le même groupe construit les stades en amont et retransmet les parties en aval. Source de prospérité pour certaines fédérations, la télévision tend à hiérarchiser, mais aussi à transformer les sports en fonction de ses contraintes propres. Ainsi, TF1, remarque Bénédicte Halba, offre moins de spectacles sportifs que ses concurrents, mais diffuse les plus importants en termes d’audience : le football en particulier. Les chaînes américaines ont imposé le tie-break afin que la durée d’un match de tennis n’excède pas le « format » du programme.

## La consommation sportive
Hors bénévolat, le poids économique du sport dans l’économie française est évalué à 1,9 % du PIB, soit 34,9 milliards d'euros en 2009. Les dépenses des ménages représentent 50 % de ces montants (15,2 milliards d’euros en 2005), contre 9,1 milliards d’euros pour les collectivités locales, 3 pour l’État, et 3,1 pour les entreprises. Selon la Fédération professionnelle des entreprises du sport & des loisirs (FPS) parmi les dépenses sportives des ménages en 2007, 9,1 milliards sont consacrés à l’équipement de la personne en vêtements (44 %), chaussures (19 %), matériel et accessoires (33 %) et services associés (location, réparations…) pour 4 %. Les achats de services sportifs par les ménages (services fournis par les clubs sportifs, les centres de loisirs sportifs ou encore les spectacles sportifs) totalisaient 6,4 milliards d’euros en 2005.

## Les articles de sport
En France, la production nationale d’articles de sport représente 0,24 % du PIB, et la consommation, 0,3 %. Selon la FPS, les dépenses des ménages en articles de sport représentent 9,1 milliards d’euros en 2007. Le modèle économique actuel favorise les dépenses d’équipements (vêtements et chaussures) de loisirs en relation avec les nouveaux motifs de la pratique sportive.
À propos du trio grande entreprise, laboratoire de recherche et champion, on parle de « triangle magique ». Seule une grande firme posséderait les moyens financiers de se développer, en investissant massivement dans la recherche et le sponsoring sportif. Pascal Chantelat conteste cette conception en s’appuyant sur le succès de ces nouveaux sports, héritiers de l’hédonisme californien des années 1970. L’essoufflement, relatif du modèle olympique ne va pas de pair avec un rejet des articles de sport, ni de la technologie, à condition de satisfaire les exigences propres du « sport-loisir » : confort et sécurité. Il y a là une occasion que des entreprises assez modestes savent parfois saisir, comme, en France, la société Emery (snowboard), rachetée cependant en 2000 par Rossignol.
De plus, les grandes entreprises développent externalisation et sous-traitance. Ainsi le nom du champion associé à celui de la grande marque peut servir de moteur à tout un essaim de petites et moyennes industries (PMI). Une PMI qui veut s’internationaliser pour survivre devra donc s’engager dans l’innovation technologique et, surtout, trouver une niche (par exemple, les raquettes à neige TSL), ce que facilite la forte segmentation de la demande, ainsi que la naissance de nouvelles pratiques sportives : ce sont là deux obstacles à la massification de la production et, par conséquent, à la concentration horizontale.
Enfin, la demande fluctue rapidement et de façon imprévisible, un peu comme cela se passe dans l’industrie de la mode. On comprend alors que les grandes entreprises concentrent leurs efforts sur un petit nombre de sports très populaires et médiatisés, ou sur des produits transversaux, comme la chaussure et le vêtement. Il y a cependant pour les PMI un revers de la médaille : la mode peut s’essouffler aussi vite qu’elle est apparue, comme le montre le cas du skateboard, supplanté par les rollers, sans parler de la trottinette.